# Hubitel!
Hubitel! (v anglickém originále Exterminator!) je sbírka povídek amerického spisovatele Williama Sewarda Burroughse. Poprvé vyšla v roce 1973 (nakladatelství Viking Press). V češtině knihu vydalo v roce 1997 nakladatelství Votobia. Některé povídky vyšly již dříve v různých časopisech. Povídku Říkali mu „Kněz“ (v originále The "Priest" They Called Him) zhudebnil v roce 1993 Kurt Cobain (doprovází recitujícího Burroughse na kytaru). Titulní povídka pojednává o hubiteli hmyzu, což bylo jedno z Burroughsových povolání. Stejný název (The Exterminator) má i kniha z roku 1960, kterou Burroughs vytvořil ve spolupráci s Brionem Gysinem. Ve většině povídek je potlačena interpunkce.